# Rogaliszki
Rogaliszki (biał. Раголішкі, Raholiszki; ros. Раголишки, Ragoliszki) – wieś na Białorusi, w obwodzie grodzieńskim, w rejonie ostrowieckim, w sielsowiecie Worniany, nad Wilią i przy granicy z Litwą.

## Historia
W XIX i w początkach XX w. okolica szlachecka położona w Rosji, w guberni wileńskiej, w powiecie wileńskim. Po I wojnie światowej pod administracją polską, w Zarządzie Cywilnym Ziem Wschodnich, w okręgu wileńskim, w powiecie wileńskim. W latach 1920–1922 w składzie Litwy Środkowej.
Od 11 kwietnia 1922 leżały w Polsce, w województwie wileńskim, w powiecie wileńsko-trockim, do 1 kwietnia 1927 w gminie Bystrzyca, następnie w gminie Mickuny. Były to wówczas dwa zaścianki Rogaliszki Wielkie i Rogaliszki Małe.
Po II wojnie światowej w granicach Związku Sowieckiego. Od 1991 w niepodległej Białorusi.